# 扁村河
扁村河，位于中国广西壮族自治区西部，是右江右岸支流，上游也称古美河，发源于德保县那甲乡永宁村东南10千米，北流至田阳县那坡镇那音村（旧属百峰乡）汇入右江。干流长62千米，流域面积644平方千米。干流在田阳县境内有两处属于地下河。